# Aulopareia
Aulopareia is een geslacht van straalvinnige vissen uit de familie van grondels (Gobiidae).

## Soorten
- Aulopareia atripinnatus (Smith, 1931)
- Aulopareia janetae Smith, 1945
- Aulopareia koumansi (Herre, 1937)
- Aulopareia unicolor (Valenciennes, 1837)